# محمد سلیمانی (بازیکن والیبال)
محمد سلیمانی (زاده ۱۳۶۴ در لرستان شهرستان کوهدشت) والیبالیست اهل ایران است. سلیمانی سابقه حضور در تمام رده‌های تیم ملی ایران را دارد. او والیبال را از سال ۱۳۷۴ آغاز نمود. سلیمانی سابقه عضویت در تیم‌های پیکان، سایپا، پگاه ارومیه، الاهلی امارات، ارتعاشات و دانشگاه آزاد را در کارنامه خود دارد. سلیمانی یکی از بهترین لژیونرهای ایران بود، او در لیگ ۱۳۸۹ مصدوم شد و برای همیشه از والیبال حرفه‌ای دور ماند.
سلیمانی در دو دوره مسابقات قهرمانی نوجوانان جهان مصر و تایلند به عنوان بهترین بازیکن جهان انتخاب شد و در امارات به عنوان بهترین لژیونر ایرانی لقب گرفت. همچنین در مسابقات قهرمانی جوانان جهان به عنوان بهترین و امتیازآورترین بازیکن جهان انتخاب شد. در دو دوره نوجوانان آسیا در اصفهان و هند بهترین بازیکن آسیا لقب گرفت. در مسابقات جوانان آسیا در قطر بهترین اسپک آسیا شناخته شد و در دو دوره باشگاه‌های آسیا در بحرین و ویتنام بهترین بازیکن بزرگسالان آسیا انتخاب شد.

## افتخارات شخصی
۱-بهترین اسپکر نوجوانان آسیا (اصفهان ۱۳۷۹)
۲-بهترین بازیکن نوجوانان آسیا (اصفهان ۱۳۷۹)
۳-بهترین بازیکن نوجوانان جهان (مصر ۱۳۸۰)
۴-جزوبهترینهای مقدماتی جوانان جهان (پاکستان ۱۳۸۰)
۵-جزو بهترینهای جوانان آسیا (تهران ۱۳۸۱)
۶-بهترین بازیکن نوجوانان آسیا (هندوستان ۱۳۸۲)
۷-بهترین بازیکن تورنمنت روسیه (روسیه ۱۳۸۲)
۸-بهترین بازیکن نوجوانان جهان (تایلند ۱۳۸۲)
۹-بهترین بازیکن جوانان جهان (تهران ۱۳۸۲)
۱۰-بهترین بازیکن جوانان آسیا (قطر ۱۳۸۳)
۱۱-بهترین بازیکن بزرگسالان باشگاه‌های آسیا (ویتنام
۱۳۸۵)
۱۲-بهترین بازیکن بزرگسالان باشگاه‌های آسیا (بحرین ۱۳۸۶)
۱۳-بهترین بازیکن لیگ امارات (دبی ۱۳۸۷)